# Norges Statsbaner (1883–1996)

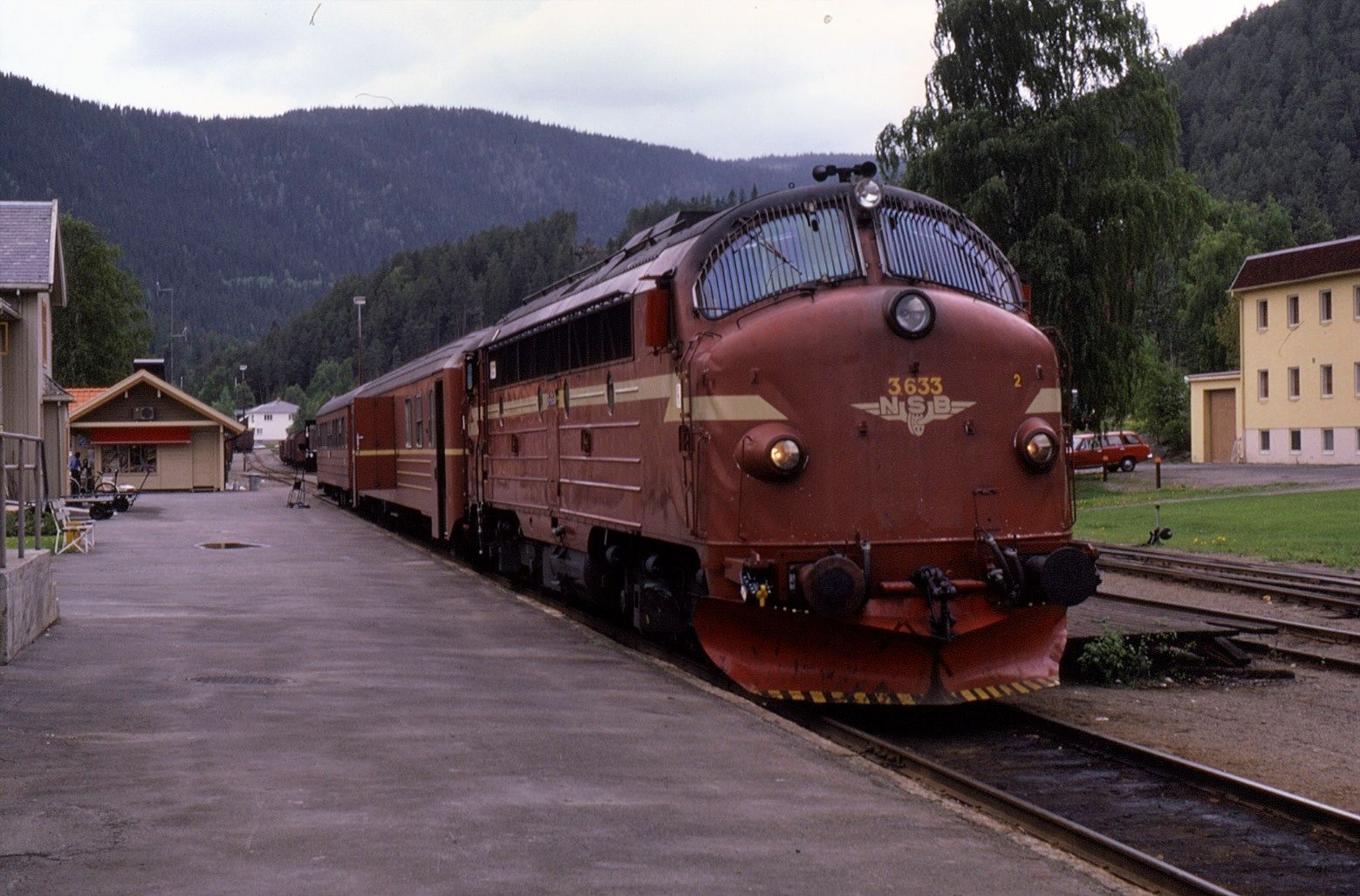
Di3 in Fagernes (1986)

Norges Statsbaner (kurz NSB, deutsch Norwegische Staatsbahnen) war eine norwegische Behörde, die von 1883 bis 1996 für den Bau und den Betrieb der Eisenbahn in Norwegen zuständig war. Nach einer Umstrukturierung wurde sie 1996 in die im Staatsbesitz bleibende, haftungsbeschränkte Norges Statsbaner BA umgewandelt. Die Verantwortung für die Infrastruktur wurde auf die neu gegründete Behörde Jernbaneverket übertragen.

## Entwicklung der Eisenbahn in Norwegen
Im großteils dünn besiedelten Hochgebirgsland Norwegen mit seiner Fjordküste und seinen großen Entfernungen war der Bau des Eisenbahnnetzes mit besonderen Schwierigkeiten verbunden. Viele für den Fernverkehr bestimmte norwegische Bahnstrecken wurden im 19. Jahrhundert zunächst in Schmalspur, zumeist Capspur, ausgeführt. Im 20. Jahrhundert wurden diese auf Normalspur umgespurt, wobei sich die Umbaumaßnahmen über lange Zeiträume erstreckten, die teilweise mit Dreischienengleisen überbrückt wurden.
Als erste Bahnstrecke in Norwegen wurde 1854 die 68 Kilometer lange Hovedbane zwischen Oslo, das damals noch Christiania hieß, und Eidsvoll in Normalspur in Betrieb genommen. In Eidsvoll gab es Anschluss an die auf dem Mjøsa eingerichtete Dampfschifflinie.
Vom Hamar am Mjøsa nach Norden wurde 1862 die Hamar–Grundsetbane nach Elverum in Kapspur gebaut.
Kongsvingerbanen zwischen Lillestrøm an der Hovedbane und Kongsvinger wurde 1862 in Normalspur eröffnet und später ostwärts mit dem schwedischen Bahnnetz verbunden.
In Mittelnorwegen wurde 1864 wiederum die Trondhjem–Størenbane in Capspur eröffnet. Mit dem Lückenschluss zur Hamar–Grundsetbanen durch die Rørosbane entstand 1877 als Kombination aus Vollspurbahn, Binnenschiff und Schmalspurbahn die erste dampfbetriebene Binnenlandverbindung zwischen Oslo und Trondheim.
Bergensbanen wurde 1875 mit der 1883 fertiggestellten Teilstrecke von Bergen (Norwegen) nach Voss als Schmalspurbahn begonnen. Erst 20 Jahre später, von 1902 bis 1909, wurde die Strecke in Normalspur über die Hardangervidda mit dem übrigen Eisenbahnnetz verbunden. 1905 wurde die Spurweite der alten Teilstrecke angepasst.
Der westliche Teil der Bahnstrecke Luleå–Narvik von Kiruna zum norwegischen Hafen Narvik, (norwegisch Ofotbanen) wurde 1903 fertiggestellt. Die für die Hell–Sunnanbanen bestellte 15c 125 wurde direkt ab Werk im Februar 1902 an die Ofotbane geliefert. Als Leihgabe des NSB-Distrikts 4 in Trondheim fuhr sie den norwegischen Zug zur Feier der Vereinigung des norwegischen und des schwedischen Teils der Strecke Kiruna–Narvik–Fagernes am 15. November 1902 nach Riksgrensen.
Mehrere wichtige Bahnstrecken Norwegens wurden erst im 20. Jahrhundert begonnen und fertiggestellt:
- von 1913 bis 1921 die Dovrebahn, die die Fahrzeiten zwischen Oslo und Trondheim beträchtlich verkürzte.
- von 1912 bis 1924 die Raumabane zum Hafen Åndalsnes
- von 1920 bis 1944 die Sørlandsbane in Südnorwegen
- Der Bau der Nordlandsbane wurde in vielen Einzelabschnitten von 1905 (Trondheim–Steinkjer) bis 1962 (Bodø am Polarkreis) ausgeführt.

## Geschichte der NSB

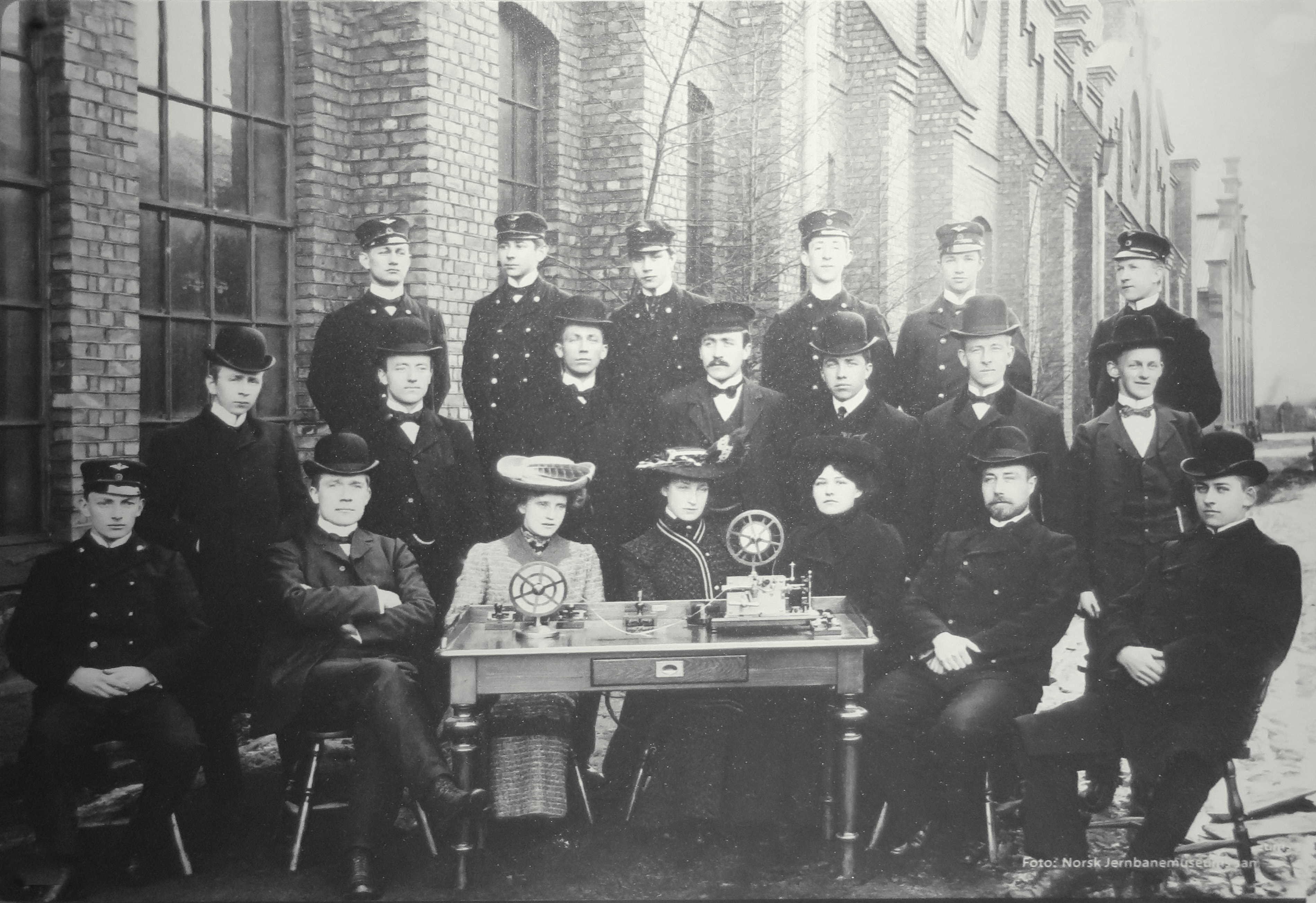
Eisenbahner und Telegrafistinnen der NSB, um 1900

Die Gründung der Norwegischen Staatsbahnen wurde 1882 vom Storting beschlossen. Ab 1883 fasste das Gemeinschaftsunternehmen alle Staatsbahnen, die seit 1861 eröffnet worden waren unter einer zentralen Verwaltung zusammen. Lorentz Henrik Müller Segelcke wurde der erste Generaldirektor. Vor 1883 hatte der Staat Eisenbahnen als selbstständige Aktiengesellschaften mit staatlicher Mehrheitsbeteiligungen gebaut und betrieben. Diese wurden vor Ort geführt und hatten Namen, die sich an geografischen Begriffen orientierten. Als Beispiel soll die Vestbanerne dienen, die die drei Schmalspurbahnen Randsfjordbanen, Christiania–Drammenbanen (CDB) und Vestfoldbanen umfasste.
Nach einer langen expansiven Periode stoppten die Norwegischen Staatsbahnen 1893 den Bau neuer Eisenbahnen. Der Bahnbau wurde als die wichtigste Maßnahme gesehen, eine Stadt oder ein Dorf an das Verkehrsnetz anzubinden. Neue Baumaßnahmen begannen 1890 und 1894 wurde beschlossen, den ersten Teil der Bergensbane nach Taugevatn mitten im Fjell zu errichten. Nach und nach wurden die einzelnen Bahnstrecken zu einer landesweiten Schienennetz zusammengeschlossen. 1921 war der Bau der Dovrebane abgeschlossen, die Sørlandsbane und die Nordlandsbane waren begonnen. Die Züge wurden von Dampflokomotiven gefahren, die neuesten Personenwagen hatte Wagenkästen, die mit lackiertem Teak-Brettern verkleidet waren. Einige der schönsten Wagen waren mit großen Fenstern und Salons ausgestattet, vor allem für den Einsatz auf der Bergensbane, die über zehn Meilen oberhalb der Baumgrenze durch unwirtliches Gelände führte.
Zu Beginn wurden die fünf Distrikte Kristiania, Drammen, Hamar, Throndhjem und Stavanger gegründet. Diese wurden 1883 mit dem Bau von neuen Strecken um den Distrikt Bergen erweitert, Kristiansand folgte 1896, Narvik 1902 und Arendal 1910. Arendal wurde 1938 mit Kristiansand im Zusammenhang mit der Eröffnung der Sørlandsbane zusammengeführt. Jeder Distrikt hatte seinen Distriktsleiter und eine eigene Verwaltung. 1926 hatte der Staat die Aktienübernahme der Hovedbane abgeschlossen, so dass diese ab dem 4. März 1926 eine Staatsbahn im Distrikt Oslo wurde. Hovedbanen und der Distrikt Oslo hatten nach langer Kooperation bereits seit 1921 eine gemeinsame Verwaltung.

## Distrikte
1. Kristiania (Smaalensbanen und Kongsvingerbanen), ab 1921 Verwaltungsgemeinschaft mit der Hovedbane, die 1926 eingegliedert wurde
2. Drammen (Drammenbanen, Randsfjordbanen, Vestfoldbanen)
3. Hamar (Hedmarksbanen, Teilstrecke Hamar–Tynset der Rørosbane)
4. Trondheim (Meråkerbanen und Teilstrecke Tynset–Støren–Trondheim der Rørosbane)
5. Stavanger (Jærbanen)
6. Bergen (1883–), (Vossebanen und die spätere Bergensbane, Hardangerbana und Flåmsbana)
7. Kristiansand (1896–), (Setesdalsbanen und später Teile der Sørlandsbane)
8. Narvik (1902–), (Ofotbanen)
9. Arendal (1910–1938), (Arendal–Åmlibanen und später Grimstadbanen und die Verlängerung der Treungenbane)

## Vom Dampf zu Strom und Diesel
In den 1920er Jahren begann ein neues Zeitalter für die Eisenbahn in Norwegen. Technisch gab es einen allmählichen Übergang zu anderen Formen als den Dampfbetrieb, es kam die elektrische Traktion sowie der Betrieb mit Motorfahrzeugen auf, die erst mit Motorenbenzin und später mit Dieselkraftstoff betrieben wurden. Konkurrenz kam durch Kraftfahrzeuge und Omnibusse auf. Eine Reihe von Strecken wurde eingestellt und durch so genannte Kompensations-Straßen ersetzt. An Baumaßnahmen wurden nur Sørlandsbanen und Nordlandsbanen 1944 und 1962 abgeschlossen. Der Zweite Weltkrieg brachte einen erneuten Aufschwung für den Schienenverkehr. Der Personenverkehr verdoppelte sich, bevor er 1945 wieder zurückging, aber immer noch auf einem höheren Niveau als vor dem Krieg war.
Die Dampflokomotiven waren nach dem Zweiten Weltkrieg verschlissen und die norwegischen Werkstätten hatten nicht die Kapazität, alle Lokomotiven zu reparieren. Mehrere Dampflokomotiven der NSB wurden daher zur Revision oder Reparatur zur Frichs Maskinfabrik og Kedelsmedie A/S, Århus, Dänemark, geschickt. In den Jahren 1946–1950 überarbeitete Frichs vier Dampflokomotiven 21a, zwei 21b, sechs 21c, zwei 32b und fünf 32c. Eine der Lokomotiven der Type 32b wurde zweimal zur Überarbeitung zu Frichs geschickt.
1952 genehmigte das Parlament mit dem so genannten Vekk med dampen-Programm die Abschaffung des Dampfbetriebes. Der Elektrifizierungsplan wurde so gestaltet, dass mit der Elektrifizierung der Hälfte des Streckennetzes 80 % des Verkehrs elektrisch abgewickelt werden konnten. Darüber hinaus wurden neue Diesellokomotiven (NSB Di 2 und NSB Di 3) in Dienst gestellt, dazu kamen Dieseltriebwagen und kleine Rangierlokomotiven (norwegisch skiftetraktorer), die kleine Dampflokomotiven ersetzten. Dieser Plan wurde in fast zehn Jahren abgeschlossen und der Dampfbetrieb 1970 eingestellt.
Ab Mitte der 1930er Jahre wurden die Personenwagen aus Stahl gebaut, um die Sicherheit beim Aufprall zu verbessern. So wurde praktisch ein vekk med trevognene-Programm durchgeführt. Hölzerne Wagen waren in den wichtigsten Zügen ab 1970 weitgehend abgeschafft, die letzten verschwanden erst in den 1980er Jahren.

## Modernisierung und Schließung von Bahnhöfen
1963 begann die Modernisierung im Bereich der Bahnhöfe. Es wurde vielerorts auf Fernsteuerung der Bahnhöfe mit dem System Centralized Traffic Control (CTC) umgestellt. So konnte die Besetzung der Bahnhöfe und deren Öffnungszeiten reduziert werden, sie wurden nur noch mit Personal besetzt, wo es eine wirtschaftliche Grundlage für den Verkauf von Dienstleistungen am Kunden gab. Bis 1973 konnte Stückgut an allen besetzten Bahnhöfen aufgegeben werden. Als der Güterverkehr der neuen Gesellschaft Linjegods übertragen wurde, wurde der Stückgutverkehr auf wenige Stationen, die ein ausreichend großes Volumen hatten, reduziert, um den Transport mit der Bahn zu rechtfertigen. Viele Güterabfertigungen wurden aufgegeben, was die Schließung der Bahnhöfe unterstützte.
Trotz dieser weitgehenden strukturellen Veränderungen erfolgte keine Abnahme der Transportfälle, vor allem nicht im Personenverkehr. Im Güterverkehr gab es starke Schwankungen, seit 1996 ist die Tendenz fallend.

## Rolle der NSB in der Gesellschaft
Norges Statsbaner war lange der größte Arbeitgeber Norwegens. Ende 1950 waren rund 20.000 Mitarbeiter fest angestellt. Dazu kamen Saisonarbeiter, so dass zu diesem Zeitpunkt fast 30.000 Personen im Einsatz waren. Der Generaldirektor verdiente mehr als ein Staatsminister. Die Beschäftigung bei NSB war eine sichere Lebensstellung. NSB führte sehr früh eine eigene Krankenkasse und eine Altersversorgungsregelung ein. Dies trug dazu bei, dass NSB ein attraktiver Arbeitgeber war, vor allem in Zeiten der Unsicherheit auf dem Arbeitsmarkt. Die Eisenbahner hatten zudem umfangreiche, organisierte Freiwilligenorganisationen. Es war nicht ungewöhnlich, dass Großvater, Vater und Sohn bei der Eisenbahn beschäftigt waren. Manche blieben während des gesamten Lebens an einem Arbeitsplatz.

## NSB Biltrafikk
Seit 1925 betrieb NSB Automobillinien sowohl im Personen- als auch im Güterverkehr in verschiedenen Teilen des Landes, vor allem aber in Verbindung mit oder als Erweiterung des bestehenden Bahnstreckennetzes. Dieser Geschäftsbereich hatte im Laufe der Jahre verschiedene Namen. NSB Biltrafikk AS, seit 2000 als Nettbuss AS bekannt, wurde am 1. Dezember 1996 gegründet und war die Nachfolgeorganisation von NSB Biltrafikk. Der Güterverkehr auf der Straße wurde ab 1996 durch Nettlast AS durchgeführt, die an die Posten Norge verkauft wurde.

## Nachfolgeunternehmen
- Norges Statsbaner AS (Personenverkehr)
  - NSB Gjøvikbanen
  - CargoNet (Güterverkehr)
  - Mantena (Instandhaltung)
- Jernbaneverket (Infrastruktur)
- Nettbuss (früher NSB Biltrafikk)
- Statens jernbanetilsyn